# NGC 1628
NGC 1628 este o galaxie spirală situată în constelația Eridanul. A fost descoperită în 22 decembrie 1886 de către Lewis A. Swift. Se află la o distanță de 55,72 de megaparseci de Pământ.